# Хмарочос Рієки

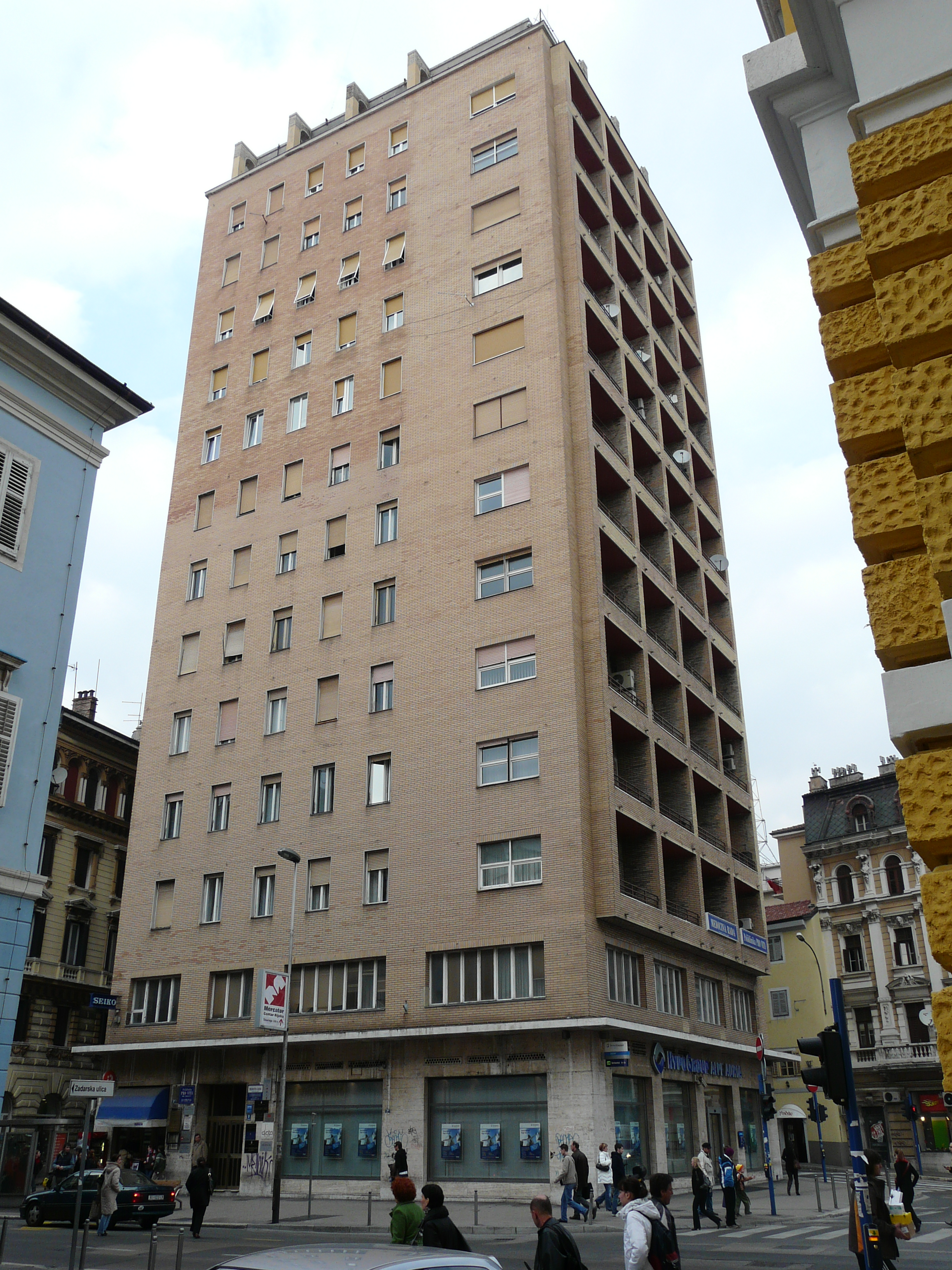
Riječki neboder. Фото від 20 лютого 2008 року.

Хмарочос Рієки або Небодер Рієки (хорв. Riječki neboder) — перший хмарочос міста Рієка, який побудували в 1939 році. Він розташований на початку вулиці Корзо, головної вулиці міста Рієка, на Ядранський площі (Адріатична площа, а по-хорватські Ядранська площа).

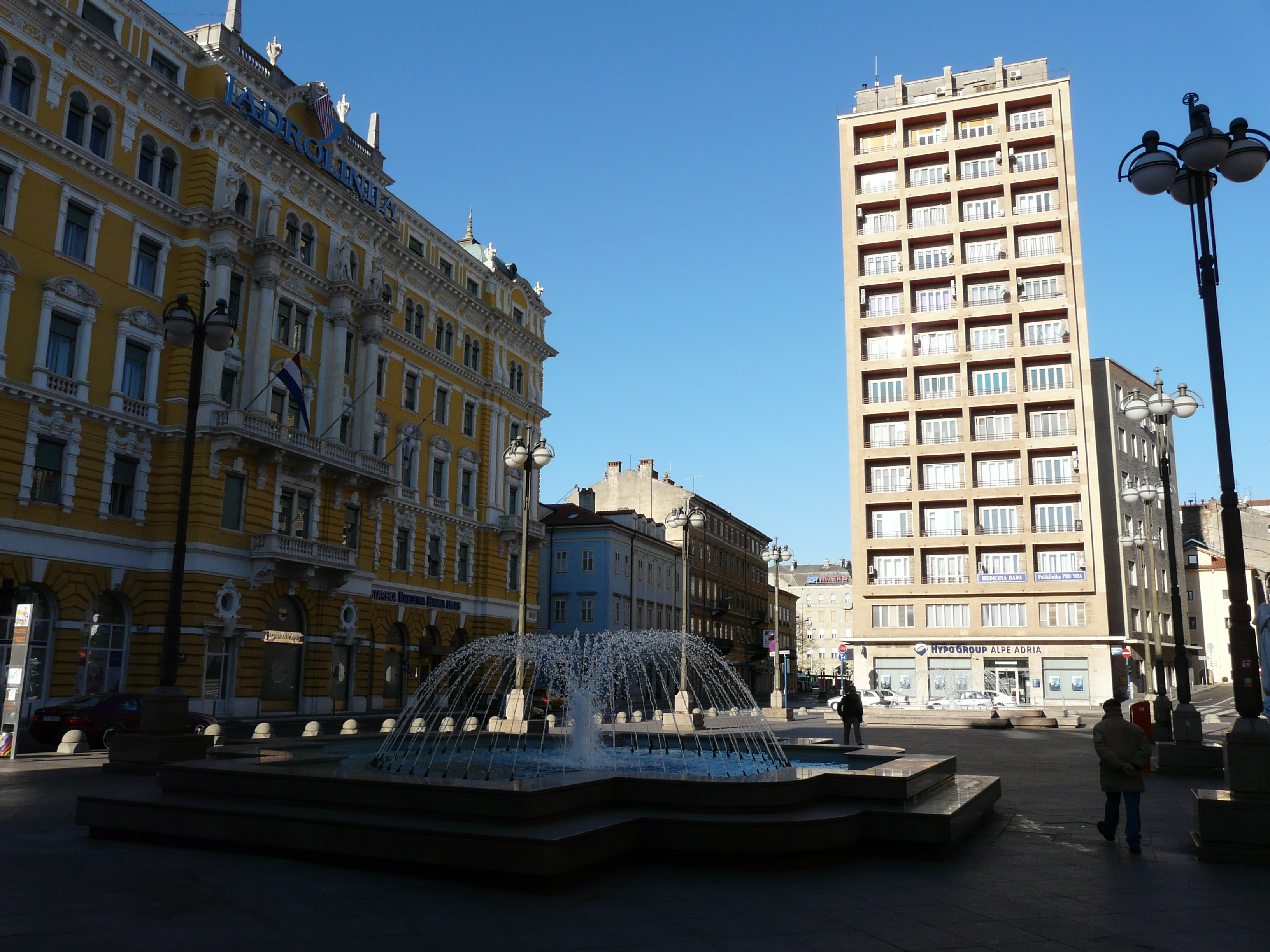
Вид на Небодер Рієки з Ядранської площі 17 лютого 2008 року. Зліва будівля «Ядролінії».

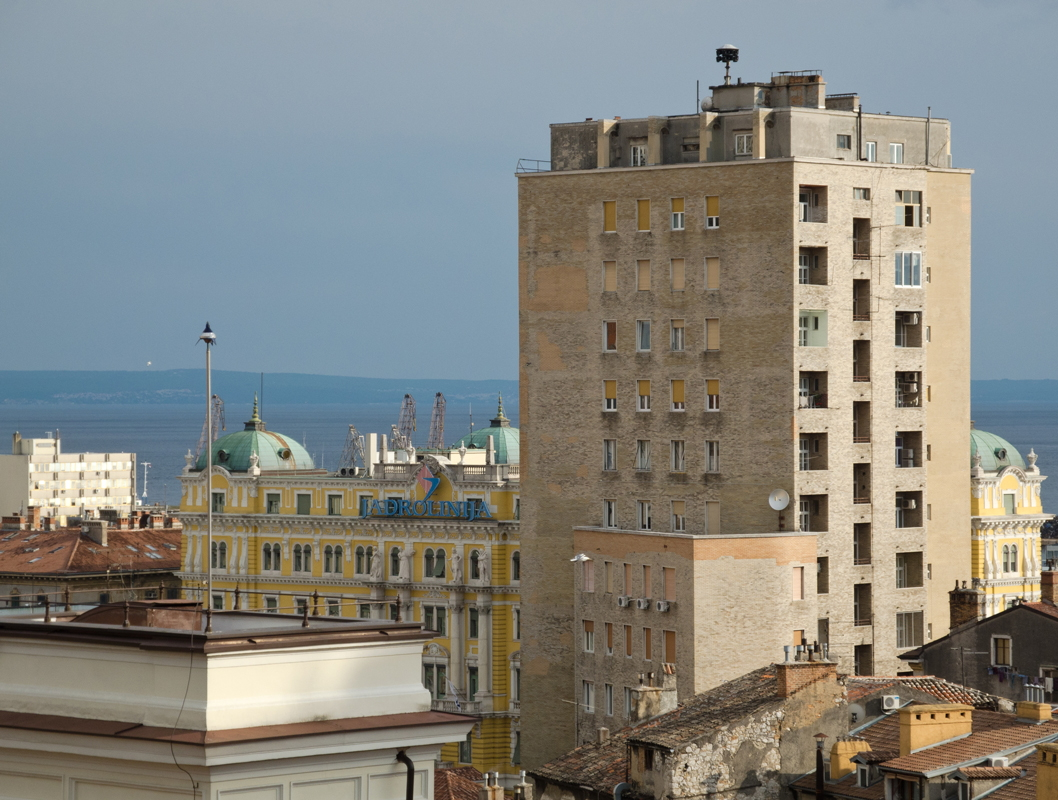
Вид на Небодер Рієки північного боку.

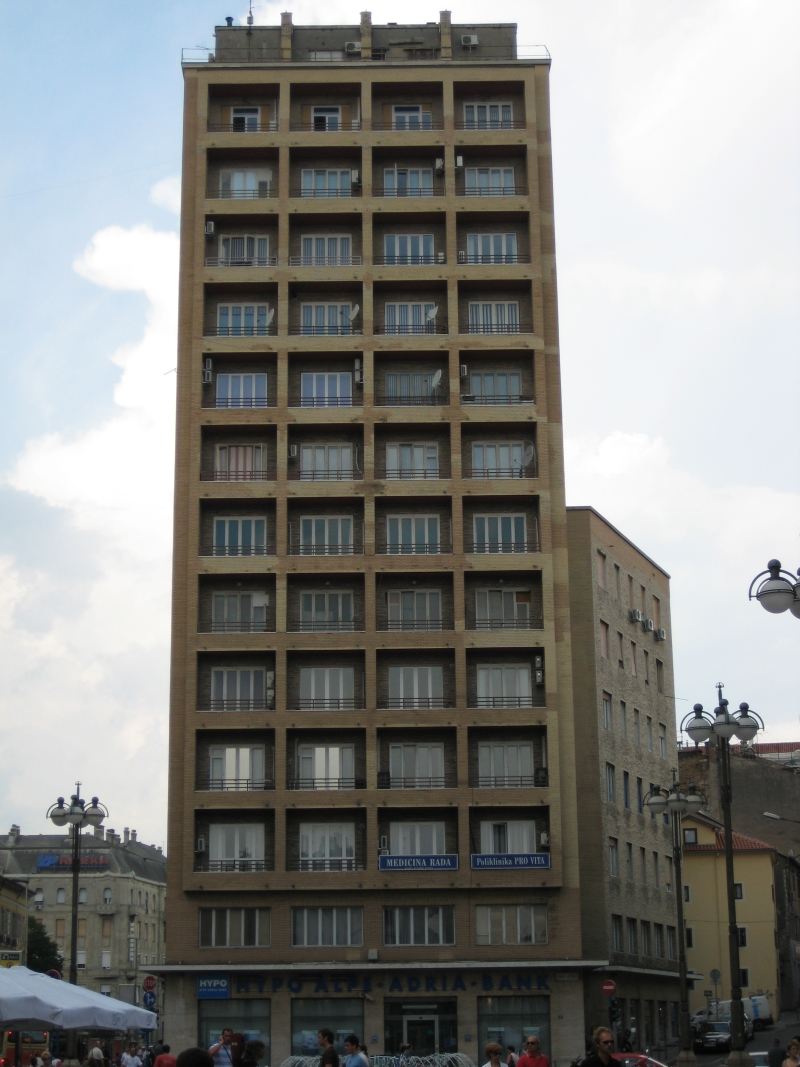
Riječki neboder.

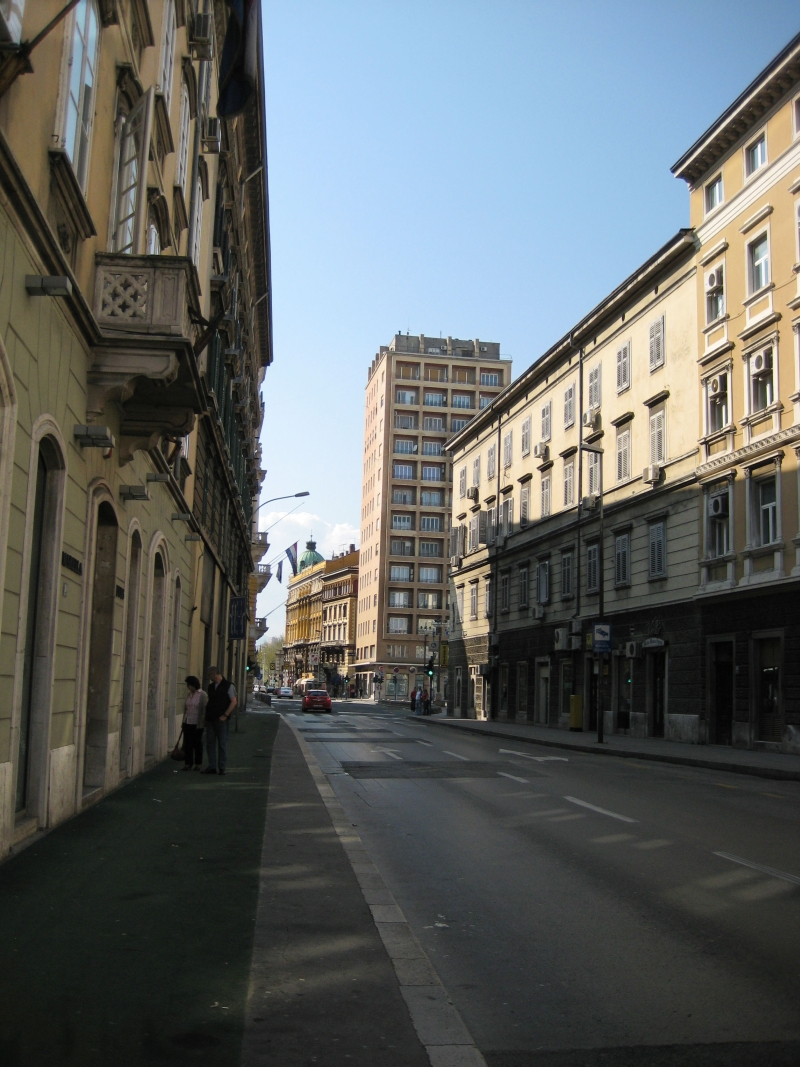
Вид на Небодер Рієки з Адамічевой вулиці.

Хмарочос був побудований в 1939 році згідно з проектом, створеним завдяки ініціативі Умберто Нордіо, — архітектора з Трієсту, який був у Рієці.
На момент будівництва хмарочос отримав назву Палац Арборі. Інвестором був Марко Арборі (хорв. Marko Arbori), репатріант з Америки, який хотів підняти житлову і комерційну будівлю зі своєю інфраструктурою за зразком американських стандартів. Таким чином, відповідно до правил під землею створені притулок (схоже, що бомбосховище), кочегарка центрального опалення та складські приміщення. Приземна зона (перший або, як кажуть на заході, нульовий поверх) призначена була для комерційного журналу з Мілана. Мезонін (горищне приміщення), - для офісу цього журналу, в той час як інші поверхи призначені для квартир. Апартаменти мають велику площу поверхні, кухня з вбудованими шафами, шостий поверх вважався елітним (наприклад: в одну квартиру було два входи). Дах загальний — для прання та сушіння білизни.
Разом: дванадцять поверхів для житлових квартир, плюс мезонін і граунд флор (приземний поверх), — 14 поверхів над землею, не рахуючи підземних приміщень. І це в 1939 році!
Урбанізація і розташування будівлі строго визначені з розрахунку попередніх подібних будівель, що дозволило будівництво висотних вертикалей в самому центрі  Рієки, і навіть рух по Ядранський площі був задуманий за зразком площі Oberdan в Трієсті.
Палац Арборі або Ріечкі Небодер, його просторове рішення і простий дизайн, але монументальний фасад з цегли, який вважався одним з найзначніших творів сучасної архітектури того часу в Хорватії.